# 上ノ太子駅

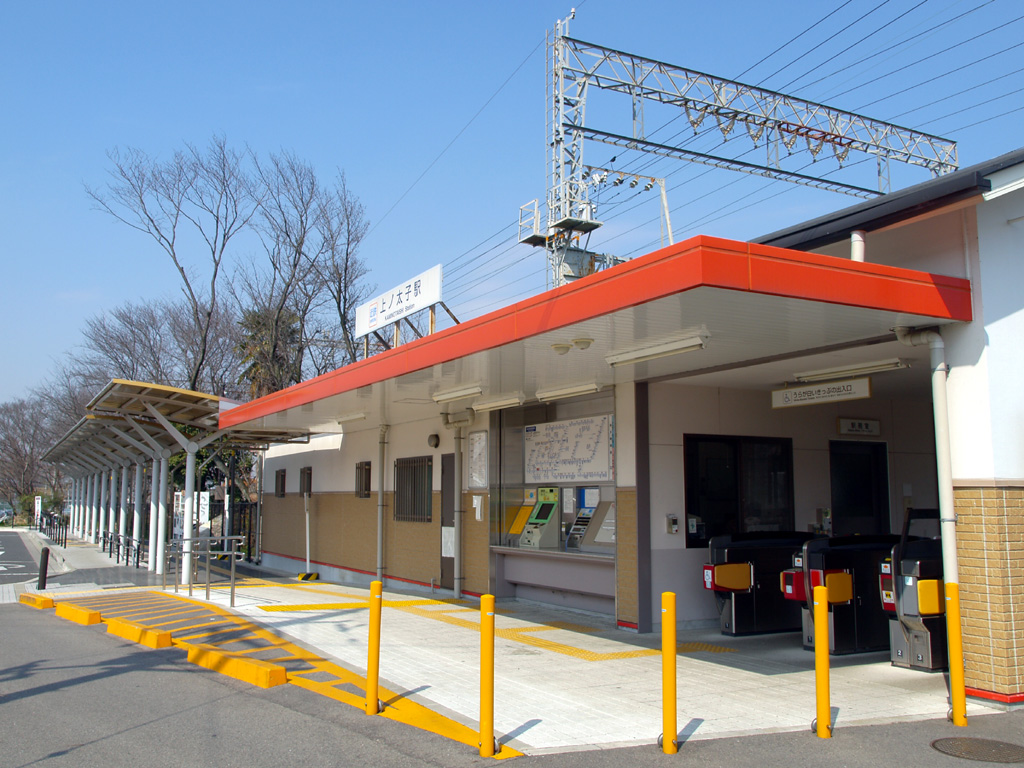
上ノ太子駅(南側)

上ノ太子駅（かみのたいしえき）は、大阪府羽曳野市飛鳥にある近畿日本鉄道（近鉄）南大阪線の駅。駅番号はF18。

## 歴史

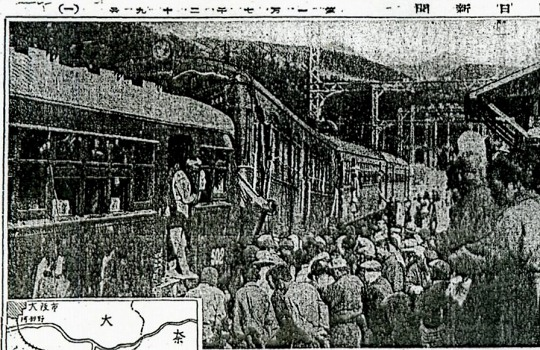
上ノ太子駅ホームから見た三重衝突事故現場(1929年4月14日)

上ノ太子付近は、後に鎌倉幕府を開いた源頼朝の先祖の河内源氏の本拠地であり、東国の武士を郎党とした八幡太郎義家の頃は、全国の武家の棟梁の地とされた。
2004年の南阪奈道路開通に伴い、片側改札から上り線にも改札とバスロータリーが作られた。

### 年表
- 1929年（昭和4年）
  - 3月29日：大阪鉄道古市 - 久米寺（現在の橿原神宮前）間延伸時に開業[1]。
  - 4月14日：デニ500形電車が二上山駅側の上り勾配から退行し、駅構内で三重衝突事故発生。
- 1943年（昭和18年）2月1日：関西急行鉄道が大阪鉄道を合併[1]。関西急行鉄道天王寺線の駅となる。
- 1944年（昭和19年）6月1日：戦時統合により関西急行鉄道が南海鉄道（現在の南海電気鉄道の前身。後に再独立）と合併、近畿日本鉄道南大阪線の駅となる[1]。
- 2004年（平成16年）：南駅舎新設。
- 2007年（平成19年）4月1日：PiTaPa使用開始[2]。
- 2009年（平成21年）3月20日：大阪阿部野橋駅構内工事に伴い、営業距離が0.1km短縮された（22.1km→22.0km）ことで当駅から大阪阿部野橋間の運賃が430円から390円に値下げ。

## 駅構造
相対式2面2線ホームを持つ地平駅。有効長は4両。駅舎（改札口）は双方のホームの尺土寄りにあり、互いのホームは構内踏切で連絡している。トイレは上り線側にあり、男女別の水洗式。
古市駅管理の有人駅で、PiTaPa・ICOCA対応の自動改札機および自動精算機（回数券カードおよびICカードのチャージに対応）が設置されている。

### のりば
| のりば | 路線       | 方向 | 行先             |
| ------ | ---------- | ---- | ---------------- |
| 1      | F 南大阪線 | 下り | 橿原神宮前方面   |
| 2      | F 南大阪線 | 上り | 大阪阿部野橋方面 |

## 利用状況
2024年11月12日における1日乗降人員は4,188人である。
近年における1日乗降人員の推移は下表の通り。
| 年度               | 調査日   | 乗車人員 | 降車人員 | 乗降人員 | 出典        | 出典          |
| 年度               | 調査日   | 乗車人員 | 降車人員 | 乗降人員 | 近鉄        | 大阪府        |
| ------------------ | -------- | -------- | -------- | -------- | ----------- | ------------- |
| 1990年（平成02年） | 11月06日 | 2,672    | 2,536    | 5,208    |             | [ 大阪府 1 ]  |
| 1991年（平成03年） | -        | -        | -        | -        |             | [ 大阪府 2 ]  |
| 1992年（平成04年） | 11月10日 | 2,352    | 2,273    | 4,625    |             | [ 大阪府 3 ]  |
| 1993年（平成05年） | -        | -        | -        | -        |             | [ 大阪府 4 ]  |
| 1994年（平成06年） | -        | -        | -        | -        |             | [ 大阪府 5 ]  |
| 1995年（平成07年） | 12月05日 | 2,330    | 2,243    | 4,573    |             | [ 大阪府 6 ]  |
| 1996年（平成08年） | -        | -        | -        | -        |             | [ 大阪府 7 ]  |
| 1997年（平成09年） | -        | -        | -        | -        |             | [ 大阪府 8 ]  |
| 1998年（平成10年） | 11月10日 | 2,346    | 2,250    | 4,596    |             | [ 大阪府 9 ]  |
| 1999年（平成11年） | -        | -        | -        | -        |             | [ 大阪府 10 ] |
| 2000年（平成12年） | 11月07日 | 2,203    | 2,214    | 4,417    | [ 近鉄 1 ]  | [ 大阪府 11 ] |
| 2001年（平成13年） | -        | -        | -        | -        |             | [ 大阪府 12 ] |
| 2002年（平成14年） | -        | -        | -        | -        |             | [ 大阪府 13 ] |
| 2003年（平成15年） | 11月11日 | 2,079    | 2,044    | 4,123    | [ 近鉄 2 ]  | [ 大阪府 14 ] |
| 2004年（平成16年） | -        | -        | -        | -        |             | [ 大阪府 15 ] |
| 2005年（平成17年） | 11月08日 | 2,186    | 2,169    | 4,355    | [ 近鉄 3 ]  | [ 大阪府 16 ] |
| 2006年（平成18年） | -        | -        | -        | -        |             | [ 大阪府 17 ] |
| 2007年（平成19年） | -        | -        | -        | -        |             | [ 大阪府 18 ] |
| 2008年（平成20年） | 11月18日 | 2,249    | 2,253    | 4,502    |             | [ 大阪府 19 ] |
| 2009年（平成21年） | -        | -        | -        | -        |             | [ 大阪府 20 ] |
| 2010年（平成22年） | 11月09日 | 2,316    | 2,316    | 4,632    | [ 近鉄 4 ]  | [ 大阪府 21 ] |
| 2011年（平成23年） | -        | -        | -        | -        |             | [ 大阪府 22 ] |
| 2012年（平成24年） | 11月13日 | 2,355    | 2,320    | 4,675    | [ 近鉄 5 ]  | [ 大阪府 23 ] |
| 2013年（平成25年） | -        | -        | -        | -        |             | [ 大阪府 24 ] |
| 2014年（平成26年） | -        | -        | -        | -        |             | [ 大阪府 25 ] |
| 2015年（平成27年） | 11月10日 | 2,525    | 2,367    | 4,892    | [ 近鉄 6 ]  | [ 大阪府 26 ] |
| 2016年（平成28年） | -        | -        | -        | -        |             | [ 大阪府 27 ] |
| 2017年（平成29年） | -        | -        | -        | -        |             | [ 大阪府 28 ] |
| 2018年（平成30年） | 11月13日 | 2,234    | 2,294    | 4,528    | [ 近鉄 7 ]  | [ 大阪府 29 ] |
| 2019年（令和元年） | -        | -        | -        | -        |             | [ 大阪府 30 ] |
| 2020年（令和02年） | -        | -        | -        | -        |             | [ 大阪府 31 ] |
| 2021年（令和03年） | 11月09日 | 1,851    | 1,778    | 3,629    | [ 近鉄 8 ]  | [ 大阪府 32 ] |
| 2022年（令和04年） | 11月08日 | 1,833    | 1,771    | 3,604    | [ 近鉄 9 ]  | [ 大阪府 33 ] |
| 2023年（令和05年） | 11月07日 | 1,861    | 1,817    | 3,678    | [ 近鉄 10 ] | [ 大阪府 34 ] |
| 2024年（令和06年） | 11月12日 |          |          | 4,188    | [ 近鉄 11 ] |               |

## 駅周辺
羽曳野市東部をはじめとする地域は葡萄の産地で、駒ヶ谷駅から上ノ太子駅までにかけての沿線には、山の斜面にブドウ畑が広がる光景が見られる。
- 叡福寺（上之太子）
  - 聖徳太子御廟所
- 西方院
- 小野妹子の墓
- 壷井八幡宮（源氏三神社の一つ）
- 通法寺跡（源氏菩提寺）
- 河内源氏の墓（源頼信、源頼義、源義家）
- 近つ飛鳥の里
- 鹿谷寺跡
- 竹内峠
- 屯鶴峯
- 上の太子観光みかん園（近鉄指定）
  - 近鉄指定観光地最寄駅であることから、毎年秋季（10月1日から11月30日まで）の土休日に急行　区間急行が臨時停車する。
- 南阪奈道路羽曳野東IC
- 太子町立磯長小学校
- 太子町立山田小学校
- 太子町立中学校
- 上宮太子高等学校(当駅からスクールバスが運行されている)
- 智辯学園奈良カレッジ小学部・中学部・高等部(当駅からスクールバスが運行されている)

## バス路線
鉄道駅のない太子町の最寄駅としても機能しており、太子町の自家用有償旅客運送（自家用バス使用のコミュニティバス）による「たいしのってこバス」が発着する。
2023年12月20日までは金剛バスによって南口から同町各地へ向かう路線が運行されていた。もとは太子線（71番、喜志駅行）のみが発着していたが、2020年6月1日に聖和台循環線、太子中央循環線、畑・平石線が運行を開始したことで発着するバスが増加したものの、同社の事業廃止により「たいしのってこバス」に再編され、喜志駅方面への運行は廃止となった（太子町内で乗換えが必要）。
| 号車  | 路線                 | 行先                 | 備考                    |
| ----- | -------------------- | -------------------- | ----------------------- |
| 1号車 | 春日・畑線           | 太子カントリー倶楽部 | 12月29日 - 1月3日は運休 |
| 2号車 | 太子中央循環線       | 山田廻り             | 朝夕運行                |
| 2号車 | 太子中央循環線       | 太子廻り             | 朝夕運行                |
| 2号車 | 上ノ太子駅町内周回線 | 春日廻り             | 日中・夜間運行          |
| 2号車 | 上ノ太子駅町内周回線 | 聖和台廻り           | 日中・夜間運行          |

## 隣の駅
近畿日本鉄道
F 南大阪線
■急行・■区間急行
通過（ただしみかん狩り輸送時には急行・区間急行の臨時停車あり）
■準急・■普通
駒ヶ谷駅 (F17) - 上ノ太子駅 (F18) - 二上山駅 (F19)

### 記事本文

### 利用状況
1. ↑  駅別一日乗降人員 南大阪線 吉野線 - 近畿日本鉄道
2. ↑  大阪府統計年鑑 - 大阪府

#### 近畿日本鉄道
1. ↑  駅別乗降人員 南大阪線 吉野線 - 近畿日本鉄道（ウェイバックマシン）
2. ↑  駅別乗降人員 南大阪線 吉野線 - 近畿日本鉄道（ウェイバックマシン）
3. ↑  駅別乗降人員 南大阪線 吉野線 - 近畿日本鉄道（ウェイバックマシン）
4. ↑  駅別乗降人員 南大阪線 吉野線 - 近畿日本鉄道（ウェイバックマシン）
5. ↑  駅別乗降人員 南大阪線 吉野線 - 近畿日本鉄道（ウェイバックマシン）
6. ↑  駅別乗降人員 南大阪線 吉野線 - 近畿日本鉄道（ウェイバックマシン）
7. ↑  駅別乗降人員 南大阪線 吉野線 - 近畿日本鉄道（ウェイバックマシン）
8. ↑  近鉄線駅別乗降人員データ【調査日：令和3年11月9日(火)】 (PDF)  - 近畿日本鉄道
9. ↑  近鉄線駅別乗降人員データ【調査日：令和4年11月8日(火)】 (PDF)  - 近畿日本鉄道
10. ↑  近鉄線駅別乗降人員データ【調査日：令和5年11月7日(火)】 (PDF)  - 近畿日本鉄道
11. ↑  近鉄線駅別乗降人員データ【調査日：令和6年11月12日(火)】 (PDF)  - 近畿日本鉄道

#### 大阪府統計年鑑
1. ↑  大阪府統計年鑑（平成3年） (PDF)
2. ↑  大阪府統計年鑑（平成4年） (PDF)
3. ↑  大阪府統計年鑑（平成5年） (PDF)
4. ↑  大阪府統計年鑑（平成6年） (PDF)
5. ↑  大阪府統計年鑑（平成7年） (PDF)
6. ↑  大阪府統計年鑑（平成8年） (PDF)
7. ↑  大阪府統計年鑑（平成9年） (PDF)
8. ↑  大阪府統計年鑑（平成10年） (PDF)
9. ↑  大阪府統計年鑑（平成11年） (PDF)
10. ↑  大阪府統計年鑑（平成12年） (PDF)
11. ↑  大阪府統計年鑑（平成13年） (PDF)
12. ↑  大阪府統計年鑑（平成14年） (PDF)
13. ↑  大阪府統計年鑑（平成15年） (PDF)
14. ↑  大阪府統計年鑑（平成16年） (PDF)
15. ↑  大阪府統計年鑑（平成17年） (PDF)
16. ↑  大阪府統計年鑑（平成18年） (PDF)
17. ↑  大阪府統計年鑑（平成19年） (PDF)
18. ↑  大阪府統計年鑑（平成20年） (PDF)
19. ↑  大阪府統計年鑑（平成21年） (PDF)
20. ↑  大阪府統計年鑑（平成22年） (PDF)
21. ↑  大阪府統計年鑑（平成23年） (PDF)
22. ↑  大阪府統計年鑑（平成24年） (PDF)
23. ↑  大阪府統計年鑑（平成25年） (PDF)
24. ↑  大阪府統計年鑑（平成26年） (PDF)
25. ↑  大阪府統計年鑑（平成27年） (PDF)
26. ↑  大阪府統計年鑑（平成28年） (PDF)
27. ↑  大阪府統計年鑑（平成29年） (PDF)
28. ↑  大阪府統計年鑑（平成30年） (PDF)
29. ↑  大阪府統計年鑑（令和元年） (PDF)
30. ↑  大阪府統計年鑑（令和2年） (PDF)
31. ↑  大阪府統計年鑑（令和3年） (PDF)
32. ↑  大阪府統計年鑑（令和4年） (PDF)
33. ↑  大阪府統計年鑑（令和5年） (PDF)
34. ↑  大阪府統計年鑑（令和6年） (PDF)